# 蘭姆酒蛋糕

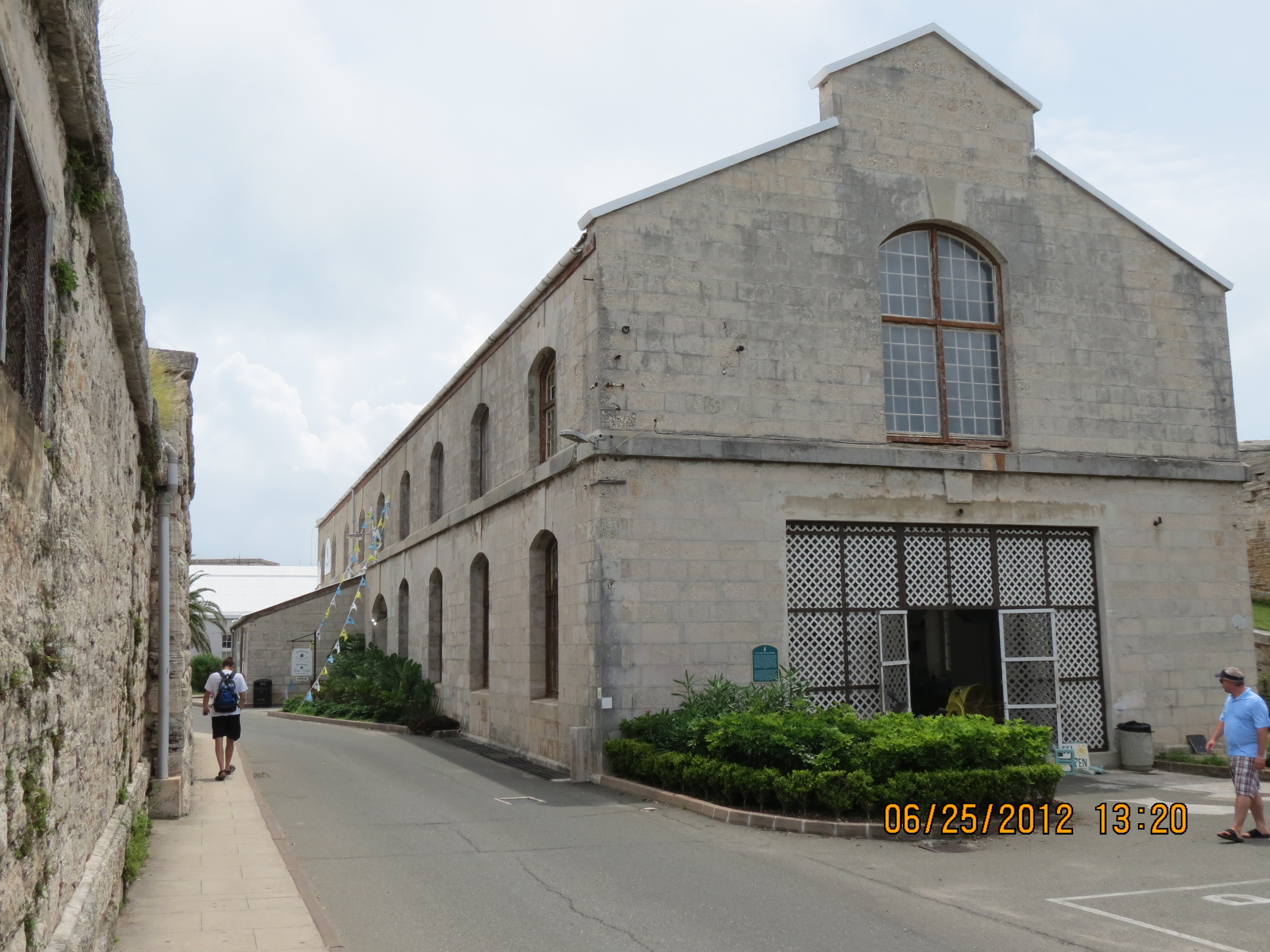
在百慕大的蘭姆酒蛋糕工廠

蘭姆酒蛋糕（英語：Rum cake）是一種含有蘭姆酒成份的甜點蛋糕。在多數加勒比地区，蘭姆酒蛋糕是傳統的聖誕節和假日季節甜點，來自假日布丁（如無花果布丁）。果乾慣例在蘭姆酒中浸泡幾個月後，加入到用水煮沸的焦糖麵團中，因此也被稱為“黑蛋糕”。類似於水果蛋糕，具有較輕的質感。
在圣文森特和格林纳丁斯，黑葡萄酒是專門生產於蘭姆酒蛋糕；傳統上，蘭姆酒蛋糕與威尼斯的聖誕節有關。
消費過量的蘭姆酒糕點可能會變成醉人，如托尔蒂岛含有超過5%的一些谷物酒；通常以李子、葡萄乾浸泡，以及加入紅糖和焦糖在蘭姆酒中，稱為“褐變”。